# Berthe Sylva
Berthe Sylva, pseudónimo de Berthe Faquet (Lambézellec, comuna fusionada con Brest en 1945; 7 de febrero de 1885 - Marsella, 24 de mayo de 1941), fue una cantante popular y de cabaret francesa, contemporánea de Fréhel, Damia y Lucienne Boyer, heroínas de la canción realista. 
Hizo su debut en 1910, viajó por América del Sur, Rusia y Egipto y cantó en el Casino de Montmartre y el Casino-Montparnasse.
En 1928, Léon Raiter le compone Les Roses blanches, y se consagra vendiendo 200 000 ejemplares.
Conoce gran fama en la década de 1930 y se muda a Marsella donde canta en el Casino Alcázar. 
Muere olvidada y en la más absoluta miseria pocos años después.

## Discografía
1926
- Les Roses blanches (paroles Charles-Louis Pothier ; musique Léon Raiter) ; enregistrement de référence 1937, Orchestre Albert Valsien, Méridian

1928
- Fleur de musette, (René-Paul Groffé / Marius Zimmermann) / La Chanson de l'accordéon, (René-Paul Groffé / Albert Evrard)  78 tours / SP 25 cm 25x25px Idéal 8721
- Tout au bord de la Marne, (René-Paul Groffé / Marius Zimmermann) / Il y a une fille dans la maison, (René-Paul Groffé / Marius Zimmermann)  78 tours / SP 25 cm 25x25px Idéal 8723

1929
- Rien ne vaut tes lèvres, (Pierre Bayle / Elvaury / Jean Eblinger) / C'est un petit nid, (René-Paul Groffe / Jean Eblinger)  78 tours / SP 25 cm 25x25px Idéal 9073
- Fleur de la Riviera, (Fernand Pothier / Léon Raiter) / Le Tango du chat , (Léon Raiter / Vincent Scotto)  78 tours / SP 25 cm 25x25px Idéal 9131
- Le Raccommodeur de faïence et de porcelaine , (Raoul Soler / André Dedcoq).
- Adieu Paris (Adios muchachos), (Julio Cesare Sanders / Robert Marino / Lucien Boyer / Cesare Andrea Bixio) / À Paname un soir, (Casimir Oberfeld / Charles-Louis Pothier) 78 tours / SP 25 cm 25x25px Odéon 165.871
- Celosa (Si je pouvais n'avoir plus d'yeux) , (Léo Daniderff / Henri Fursy).
- J'ai compris , (Louis Poterat / Jean Lenoir) .
- Quand même , (Jean Eblinger / Pierre Bayle).
- Cigalounette , (Pierre Bayle / Max d' Yresne).
- La Vieille Auberge , (René-Paul Groffé / Marius Zimmermann).
- Mélodie d' amour , (Louis Despax / Vincent Scotto).
- Désir , (Manfred / Marcel Bertal / Louis Maubon).
- Dolorita , (Paula Chabran / Paula Chabran).
- La Batarde , (Charles Bouvet / Grime / Charles Guindani / Georges Charton).

1930
- Fleur de misère , (Emile Spencer / Léon Stollé / Paul Haldy).
- Rôdeuse de barrière (René de Buxeuil/ Léon Stollé).
- Frou-Frou , (Hector Monréal / Henri Blondeau).
- C'est mon gigolo , (Leonello Casucci / Julius Brammer / André Mauprey).
- Le Tango des fauvettes , (César Andréa Bixio / Robert Marino).
- Musette, (Léojac / René Flouron).
- Mais je t'aime, (Laurent Halet / Roger Vaysse) / Séparation, (Paula Chabran / Roger Vaysse) 78 tours / SP 25 cm 25x25px Odéon 238.006
- J'ai peur, (Jean Eblinger / Louis Despax).
- C'est pour Raymond, (Charles Seider / Manuel Puig) / Marida, (Aristide Bruant / Jane Bos)  78 tours / SP 25 cm 25x25px Odéon 238.057
- Maruska, (Mario Cazes / Philippe Goudard)
- Mais quand le cœur dit oui, (René Sylviano / Phylo (Marnois) / Jean Boyer) / Je n'ai qu'un amour, c'est toi, (Jean Boyer / René Sylviano / Wolfgang Zeller) 78 tours / SP 25 cm 25x25px Odéon 238.194
- Cœur de voyou, (Emile Spenser / Léon Stollé / Paul Haldy).
- Folie, (Mario Cazes / Pierre Alberty).
- Rôdeuse de barrière, (René de Buxeuil / Pierre Alberty) / Rupture, (Leojac / Pierre Alberty) 78 tours / SP 25 cm 25x25px Odéon 165.235
- Une larme, (A. Sale / Marc Hely).
- Détresse, (Jean Charpentier / Emanuele Biletta).
- Petite fleur , (Fernand Pothier / Léon Raiter).
- Ah quel crâneur !, (Gaston Gabaroche / Phylo (Marnois) / Louis Briquet).
- Tango d'adieu, (Géo Koger / Léon Raiter).
- Ce sont des mots, (Joseph (Jeo) Gey / Elvaury).
- Ohé les petits bateaux, (René-Paul Groffé / Jean Eblinger).
- Novia, (A. Aubret / A. Perrera).
- Roule ta bosse , (Betove / Gantillon).
- La vira, (Philippe Goudard / Mario Cazes).
- Adoration (Mario Cazes / Michel Carré / Georges Sibre / Philippe Goudard).
- Aimer, souffrir, mourir, (Mario Cazes / Philippe Goudard / Georges Sibre).
- Celle que vous attendez , (Jean Lenoir / Tom Burke).
- Les Yeux des femmes , (Fernand Beissier / Jean Delaunay).
- Lassitude, (Bruard / Parrisé / René de Buxeuil).
- Par toi, (Vincent Telly / Marcel Learsi).
- Tu me dis non, (W. Roson / André Mauprey).
- Valsons Lison, (Roger Dufas / Roger Dufas).
- Te revoir un soir, (Charles Seider / René Margand / Manuel Puig / Fredo Gardoni).
- La Berceuse de la vague, (René-Paul Groffé / Joseph (Jeo) Gey).
- La Chanson du vieux marin, (Jean Eblinger / Léo Daniderff).
- Boublitchki, (Jean Lenoir / Barthel / Harsanyi).
- Jamais, (Mario Cazes / Philippe Goudard / Michel Carré).
- Ce n'est qu'une caresse, (Léo Sevestre / Albert  Béguin).
- La Valse des affranchis, (Roger Vaysse / J. Tem / Vincent Scotto).
- La Java des ombres, (Roger Vaysse / Vincent Scotto).
- Boston suprême, (Mario Cazes / Philippe Goudard / Michel Carré).
- Veux-tu m'aimer, (Louis Poterat / Roger Vaysse / Lucien Kemblinsky)
- Quand je danse avec lui, (Jean Eblinger / Louis Despax).
- La vieille auberge, (René-Paul Groffé / Marius Zimmermann) / Bonhomme Noël, (Louis Izoird / Léon Raiter) 78 tours / SP 25 cm 25x25px Odéon 165.943
- Regarde-moi.

1931
- Les mots ne sont rien par eux-mêmes.
- Veux-tu, (Robert Champfleury / Pierre Bayle / R. Xilser / Roger Lion).
- La vie est un rêve, (Pierre Maudru / Albert Chantrier).
- La Femme à la rose, (Gaston Gabaroche / Charles-Albert Abadie).
- C'est sa java, (Emile Gavel / Jules Combe / René Margand).
- Chantez, dansez, petits enfants.
- C'est un tout petit, (Emile Gavel / M. Guitton).
- Lorsque je vois tes yeux, (E. Egloff / P. Brébant).
- Toi seulement toi, (Émile Audiffred / Ernest Arnold).
- Le Cœur de Jeannette, (René de Buxeuil / P. Chagnaut).
- Tarakanova, (Raymond Bernard / André Roubaud).
- Ta voix, (E. Recagno / Roger Dumas).
- Pourquoi nous dire adieu, (Marc Hely / Jane Bos).
- La Fortune, (Pierre Alberty / Alcib Mario).
- Sérénade des fleurs, (Didier Gold / Mario Cazes).
- Je veux te donner toutes mes caresses, (Pierre Alberty / Désiré Berniaux / F. Giai-Levra).
- Le p'tit gars, Perrette et le pot au lait (Jac Nam / Jac Nam).
- Le Moulin rose, (Gaston-Louis Villemer / Paul Henrion).
- Bonté de gosse, (P. Thomas / Pierre Codini).
- Tu m'oublieras, (Henri Diamant-Berger / Jean Lenoir) / La Douceur d'aimer, (Pierre Maudru / Henri Verdun) 78 tours / SP 25 cm 25x25px Odéon 238.352
- Tout est permis quand on rêve, (W. Heymann / Jean Boyer).
- Si l'on ne s'était pas connu, (Léo Lelièvre fils / Pares / Georges Van Parys) / Tu ne m'oublieras pas ? (Raoul Moretti / Lucien Boyer) 78 tours / SP 25 cm 25x25px Odéon 238.980
- Du gris, paroles d'Ernest Dumont, musique de Ferdinand-Louis Bénech (1920, sans cotage).
- Sous les toits de Paris (du film de René Clair) , (Raoul Moretti / René Nazelles).
- Amoureuse de la tête aux pieds (du film L'Ange bleu : Ich bin von Kopf bis Fuß auf Liebe eingestellt) chantée par Marlene Dietrich.
- Tu ne sais pas aimer , (Guy Zoka / Maurice Aubret).
- Souvenir, (Charles Pothier / Léon Reiter) .
- Il est un petit nid , (Raymond Souplex / Fernand Heintz).
- Viens, maman, (Léojac / Maisondieu / Charles Pothier).
- La légende des flots bleus, (Paul Dalbret / Henri Christiné / Raoul Le Peltier)
- Adoration, (Mario Cazes / Philippe Goudard).
- Le Petit Marchand de statuettes, (Roberty / Ernest Cloerec-Maupas / L. Folver).
- Tes Roses , (D. Streva / A. Salabert / Robert Champfleury / Pierre Bayle).

1932
- La Voix de maman (C. Fortin/ René de Buxeuil).
- Mousmé d'amour (duo avec Fred Gouin), (Jules Combe / Armand Foucher / Albert Valsien).
- Ferme tes jolis yeux (duo avec Fred Gouin) , (V. Thomas / René de Buxeuil).
- Les Tisseurs de rêves , (René de Buxeuil / Raoul Le Peltier).
- Rends moi mon papa, (Chandon / Louis Izoird).
- Fini... la chanson d'amour (Jean Eblinger / Louis Despax).
- Les Clochards, (Jean Eblinger / Lucien Boyer).
- Musette-java, (Alcib Mario / René Flouron).
- Le Tango de Paris, (Henri Verdun / Pierre Maudru) / Seuls tous les deux (Roger Dumas / E. Recagno) 78 tours / SP 25 cm 25x25px Odéon 250.222
- Ce n'est qu'une poupée, (Louis lzoird / J. Chandon).
- Soir de détresse, (Louis lzoird / Dommel).
- Les Poupées de minuit, (René de Buxeuil / Suzanne Quentin).
- Le Jouet, (Gaston Gabaroche / Charles-Albert  Abadie).
- Lettre enfantine, (B. Boussignol / F. Bossayl).
- Gosse de misère, (René Flouron / Dequin).
- Pourquoi douter de mon cœur ? , (Suzanne Quentin / René Cocheux)
- La Valse du pavé, (Jean Lenoir / Raoul Leblond).
- Pays des gondoles , (Fred Dolis / P.J Milli).
- La Valse viennoise, (Armand Foucher / René de Buxeuil).
- Dans la nuit, (M. Lupin / Berniaux).
- Monte-Carlo, (Geo Koger / Léon Raiter).
- Les Mots d'amour, (René Sarvil / Vincent Scotto).
- Nocturne-java, (Larorre / Roger Vaysse / J. Tem).
- Désir, (Marcel Bertal / Louis Maubon / Avenir H. Monfred) / Dolorita, (Paula Chabran / Paula Chabran) 78 tours / SP 25 cm 25x25px Odéon 165.942
- Grisante folie, (Léon Raiter / Jean Teck / Florius).

1933
- Le Clown et l'enfant, (E. Leclere / E. Leclere).
- Lilas-blanc, (Théodore Botrel / Théodore Botrel).
- Les Mômes de la cloche, (Decaye / Vincent Scotto).
- Viens danser quand même, (Janblan / Jean Delettre).
- Le Petit Ballon rouge, (Louis Bousquet / Henri Mailfait / Louis Izoird).
- Amour nouveau, (Pierre Alberty / Alcib Mario).
- Tu joues si bien la comédie, (Jean Romani / Chaura).
- Petite Ourida, (Raoul Le Peltier / Albert Valsien).
- Éperdument, (Pierre Alberty / Alcyb Mario).
- Les Trois Gosses, (Louis Bousquet / Louis Byrec).
- Les Fleurs du pays, (Louis Despax / Pierre Codini).
- La Java de Loulou, (Geo Koger / Vincent Scotto).
- Quand tu me dis je t'aime, (P. Manaut / E. Emmerechts).
- Tu devrais m'aimer autrement, (P. Manaut / Jean Lenoir).
- Le Petit Marchand de statuettes, (Roberty / Ernest Cloerec-Maupas / L. Folver) / Voilà l' marchand d' habits, ( L. Folver / H. Roberty / Ernest Cloerec-Maupas) 78 tours / SP 25 cm 25x25px Odéon 166.628
- Berceuse tendre (duo avec Fred Gouin), (Léo Daniderff / Emile Ronn (Henri Lemonnier) / Un soir à la Havane (duo avec Fred Gouin), (Charles-Albert Abadie / Gaston Gabaroche / Gaston Claret) 78 tours / SP 25cm 25x25px Odéon 166.629

1934
- Mon vieux pataud, (Raoul Le Peltier / Albert Valsien).
- Toute pâle, (Roland Gael / Vincent Scotto).
- Les Nocturnes, (Raoul Le Peltier / Gaston Gabaroche / Cluny).
- Puisque tu pars, (P. Maye / René-Paul  Groffe).
- Tout le long de Sebasto, (Jean Lenoir).
- L'Histoire de Ben-hur, (Louis Poterat / P. Sterman).
- Entre tes griffes, (Marguetite Perney / H. Joliot).
- Personne ?, (Maurice Aubret / Raoul Moretti).
- Ce n'est qu'un souvenir, (Pierre Bayle / Jean Eblinger).
- C'est une boutonnière, (Ameleti / Albert Valsien).
- Tu n'te souviens, (Armand Deligny / Albert Valsien).
- Dans les fortifs, (Robert Champigny / Ferdinand-Louis Benech / M. Piccolini).
- Le Tango des étoiles, (Max Vière / Gaston Jean).
- La Petite Maisonnette, (Max Vière / Gaston Jean).
- Mon lou, reviens, (Raoul Leblond / V. Marceau).
- Garde-moi sur ton cœur, (Raoul Leblond / V. Marceau).
- Comme un moineau, (Jean Lenoir / Marc Hély).
- Ce que je sens dans tes bras, (L. Quigars / Fernand Heitz).
- Amour, Chimère, (Elvaury / Jean Eblinger).
- Bonsoir Mam ' zelle, (Ferdinand-Louis Benech / Désiré Berniaux).
- Soirs de Paris , (Eugène Rimbault / Fernand Heitz).
- Tentation, (V. Aubin / Félix Marafioti).
- J'ai cru, (Jean Romani / Félix Marafioti).
- La Chaîne, (Emile Ronn (Henri Lemonnier) / Léo Daniderff).
- Les Yeux noirs', (Charlys / Charlys)
- Tous deux dans mon petit bateau, (Louis Charco / Henri Anis).

1935
- Le P'tit Boscot, (Vincent Scotto / Charles Xam / Emile Gitral) / Tout près de la source, (Gaston Jean / Max Vière) 78 tours / SP 25 cm 25x25px Odéon 166.923
- On n'a pas tous les jours vingt ans, (Léon Raiter / Fernand Pothier) / Petite-Pierre, (Fernand Pothier / Pauline Lusseau / Léon Raiter) 78 tours / SP 25cm 25x25px Odéon 166.959
- Joujou de Noël, (Charlys / Charlys).
- Polichinelle, (Charlys / Rousseau).
- Le soir sur la berge, (Lucien Rigot / Cesare Andrea Bixio) .
- Seuls sur la mer, (Philippe Goudard / Elvaury / René Crocheux).
- Écoutez les voix qui chantent, (P. Arezzo / Raoul Le Peltier).

1936
- V'la l'marchand d'chiffons, (A. Pesenti / André Dedcoq / J. Pellyan).
- C'est un mauvais garçon, (Georges Van Parys / Jean Boyer).
- Le Conte de grand-mère, (Jean Martel / Jean Martel).
- Maman, (Maurice Yvain / Max Blot).
- Vivre autrement, (Jean Romani / B. Planchon).
- La chanson d'autrefois, (Marc Hély / José Jekyll).
- Chanson pour elle, (Robert Malleron / Joséguy).
- Sur notre vieux banc
- Ou sont tous mes amants ?, (Charlys / Maurice Vandair).
- Tel qu'il est, (Alexander / Charlys / Maurice Vandair).
- Toc toc , c'est moi, (A. Olivier / Roger Guttinguer).
- J'ai voulu retrouver, (Saint-Granier / Marguerite Monnot /Alec Rhégent).
- Je voudrais ne plus me souvenir, (A. Hanot / Albert Valsien / Marcel Learsi) .
- J' veux être là mon p'tit papa, (J. Loysel / R. Marbot).
- Sur la lande bretonne, (Georges Zwingel / Pierre Bayle / J. Sieulle)

1937
- Arrêter les aiguilles (Si l'on pouvait arrêter les aiguilles) , (Paul Dalbret / Briollet).
- Si tu reviens , (Saint-Giniez / Tiarko Richepin).
- Du soleil dans ses yeux, (Gaston Claret / Jean Nelly / Elvaury).
- Le Joli Fusil (chanson coquine), (Gumery / de Lylle / F. Bossuyt)
- Les Nuits, (Ernest Cloërec-Maupas / Denise Luciani).
- Les Yeux de maman, (Mario Berto / P.A Basso).
- La Madone aux fleurs, (Jean Vaissade / Latorre / Jean Martel / Roger Vaysse).
- La Dernière Berceuse, (Mario Basso / P.A Basso).
- Brouillards, (Vincent Scotto / Jean Rodor).
- Le Maître à bord, (Roger Dumas / Jean Rodor).
- Où est-il donc ? (Vincent Scotto / A. Descaye / Lucien Carol).
- La Rue ou l'on passe, (Joeguy / A. Julien).
- Aux amours de minuit, (Joeguy / A. Julien).
- La légende du Monastère, (Leojac / P. Brebant).
- J' attends le train des rêves, (Jean Lenoir / Maurice Aubret).
- Ohé ! les mamans ! ohé ! les papas, (Louis lzoiard / Jean Payrac / Elvaury).
- Le bouc à Naron, (Merry / Rieux / Matis).
- Au bal musette, (Vincent Telly / Pierre Codini).
- Tu rentres tard, (Jean Romani / Marcel Learsi / Albert Valsien).
- Un joli coin, (Roger Dumas / E. Recagno).
- Adieu, (Max Vière / Ghaura).
- Bagages, (Max Vière / A. Cidale / Homère Tuerlinx).
- Au revoir Malibu, (Jean Romani / Henry Bataille / Marcel Learsi / Albert Valsien).
- L' homme de ma vie, (Jean Barencey / Gaston Claret).
- Mêmes choses... mêmes serments, (Elvaury / René Crocheux).
- Mon village au bord de l'eau, (Marius Zimmermann / D'Anjou).
- Lers rêves bleus, (Jean Rodor / Joseph (Jeo) Gey).
- Titi, (Louis lzoird / Jean Payrac / Pierrefond / Elvaury).
- Dodinette, (Pierre Alberty / Rodolphe Herrmann).
- Le secret de Poupette, (Pierre Alberty / Alcib Mario).
- L' enfant de la misère, (M. Farbi / M. Farbi).
- Je sais si bien mentir, (Paulette Beyer / G. Togson).

1938
- Mon seul amour, (Homère Tuerlinx / Jean Romani).
- Redis-moi des mots tendres, (Michel Vaucaire / Jean Payrac / Albert Valsien).
- L' écho du violon, (Marc Duthyl / Gabriel Chaumette).
- Ne grondez pas les enfants, (José Mendeville / J. Zaccone).
- Faits-moi des p'tits bateaux, (Bonzo / M. Julien / Nino Nardini).
- Restez chez vous Mam' zelle
- Sa poupée
- Fais dodo grand-mère
- La vierge à la crêche
- La pluie, le vent, la neige, (Vincent Scotto / Emile Gitral / Jean Bertet).
- Pensez aux mamans, (Ernest Dumont / Eugene Gavel).
- Les Mamans, (Théodore Botrel / Paul Delmet).
- Pavillons blancs

1939
- La lettre dans le tricot, (Paul Marinier / Lucien Boyer / Dominique Bonnaud).
- Noël tragique, (Adolf Stanislas / Lucien Boyer).
- Chanson vécue, (Forgettes / Henri Christiné).
- À la porte, (Eugene Christen / Henri Christiné).
- Adieu Paris, (Lucien Boyer / Julio Cesare Sanders)